# 5970 Ohdohrikouen
Az 5970 Ohdohrikouen (ideiglenes jelöléssel 1991 JS1) a Naprendszer kisbolygóövében található aszteroida. Vatanabe Kazuró fedezte fel 1991. május 13-án.